# Dombeya manongarivensis
Dombeya manongarivensis är en malvaväxtart som beskrevs av Bénédict Pierre Georges Hochreutiner. Dombeya manongarivensis ingår i släktet Dombeya och familjen malvaväxter. Inga underarter finns listade i Catalogue of Life.